# Acacia barahonensis
Acacia barahonensis là một loài thực vật có hoa trong họ Đậu. Loài này được Urb. & Ekman miêu tả khoa học đầu tiên năm 1929.